# Jiddu Krishnamurti
Jiddu Krishnamurti (telugu: జిడ్డు కృష్ణ మూర్తి) (Madanapalle, 11 de maio de 1895 — Ojai, 17 de fevereiro de 1986) foi um filósofo, escritor, orador e educador indiano. Proferiu discursos que envolveram temas como revolução psicológica, meditação, conhecimento, liberdade, relações humanas, a natureza da mente, a origem do pensamento e a realização de mudanças positivas na sociedade global. Constantemente ressaltou a necessidade de uma revolução na psique de cada ser humano e enfatizou que tal revolução não poderia ser levada a cabo por nenhuma entidade externa seja religiosa, política ou social. Uma revolução que só poderia ocorrer através do autoconhecimento; bem como da prática correta da meditação ao homem liberto de toda e qualquer forma de autoridade psicológica.

## Vida
Seu pai, Jiddu Narianiah, graduado na Universidade de Madrasta e empregado do departamento de receita inglês, alcançou a posição de coletor de renda e magistrado do distrito. Seus pais tiveram um total de onze filhos, dos quais seis sobreviveram à infância.
Jiddu Krishnamurti veio de uma família telagú de linha Brahmanica. Nasceu em 12 de maio em um pequeno povoado situado a 250 quilómetros ao norte de Madrasta. Como oitavo filho, seu nome foi dado segundo a tradição ortodoxa hindu, em homenagem a Sri Krishna que havia sido também um oitavo filho.
Com seus irmãos acompanhou seu pai Jiddu Narianiah a Adyar em 23 de janeiro de 1909, pois este conquistara um emprego de secretário-assistente da Sociedade Teosófica, entidade que estuda todas as religiões. Reza a tradição brâmane, a qual a família era vinculada, que o oitavo filho toma no batismo o nome Krishna, em homenagem ao deus Sri Krishna, de quem a mãe, Sanjeevamma, era devota; foi o que aconteceu com Krishnamurti, a quem foi dado o nome de Krishna, juntamente com o nome de família, Jiddu.
Com a idade de treze anos, passou a ser educado pela Sociedade Teosófica, que o considerava um dos grandes Mestres do mundo. Em Adyar, Krishnamurti, foi 'descoberto' por Charles W. Leadbeater, famoso membro da Sociedade Teosófica (ST), em abril de 1909, que, após diversos encontros com o menino, viu que ele estava talhado para se tornar o 'Instrutor do Mundo', acontecimento que vinha sendo aguardado pelos teosofistas. Após dois anos, em 1911 foi fundada a Ordem da Estrela do Oriente, com Krishnamurti como chefe, que tinha como objetivo reunir aqueles que acreditavam nesse acontecimento e preparar a opinião pública para o seu aparecimento, com a doação de diversas propriedades e somas em dinheiro.

Krishnamurti assim foi sendo preparado pela ST; algo, porém, iniciou sua separação de seus tutores: a morte de seu irmão Nitya em 13 de novembro de 1925, que lhe trouxe uma experiência que culminou em uma profunda compreensão. Krishnamurti em breve viria a emergir como um instrutor espiritual, e dito Mestre extraordinário e inteiramente descomprometido. As suas palestras e escritos não se ligam a nenhuma religião específica, nem pertencem ao Oriente ou ao Ocidente, mas sim ao mundo na sua globalidade:
"Afirmo que a Verdade é uma terra sem caminho. O homem não pode atingi-la por intermédio de nenhuma organização, de nenhum credo (…) Tem de encontrá-la através do espelho do relacionamento, através da compreensão dos conteúdos da sua própria mente, através da observação. (…)".
Durante o resto da existência, foi rejeitando insistentemente o estatuto de guia espiritual que alguns tentaram lhe atribuir. Continuou a atrair grandes audiências por todo o mundo, mas recusando qualquer autoridade, não aceitando discípulos e falando sempre como se fosse de pessoa a pessoa. O cerne do seu ensinamento consiste na afirmação de que a necessária e urgente mudança fundamental da sociedade só pode acontecer através da transformação da consciência individual. A necessidade do autoconhecimento e da compreensão das influências restritivas e separativas das religiões organizadas, dos nacionalismos e de outros condicionamentos, foram por ele constantemente realçadas. Chamou sempre a atenção para a necessidade urgente de um aprofundamento da consciência, para esse "vasto espaço que existe no cérebro onde há inimaginável energia". Essa energia parece ter sido a origem da sua própria criatividade e também a chave para o seu impacto catalítico numa tão grande e variada quantidade de pessoas.
A educação foi sempre uma das preocupações de Krishnamurti. Fundou várias escolas em diferentes partes do mundo onde crianças, jovens e adultos pudessem aprender juntos a viver um cotidiano de compreensão da sua relação com o mundo e com os outros seres humanos, de descondicionamento e de florescimento interior. Durante sua vida, viajou por todo o mundo falando às pessoas, tendo falecido em 1986, com a idade de noventa anos. As suas palestras e diálogos, diários e outros escritos estão reunidos em mais de sessenta livros.
Reconhecendo a importância dos seus ensinamentos, amigos do filósofo estabeleceram fundações, na Europa, nos Estados Unidos, na América Latina e na Índia, assim como Centros de Informação, em muitos países do mundo, onde se podem colher informações sobre Krishnamurti e a sua obra. As fundações têm carácter exclusivamente administrativo e destinam-se não só a difundir a sua obra mas também a ajudar a financiar as escolas experimentais por ele fundadas.
Foi vegetariano desde nascença.

## Citações
| “ | A forma mais elevada de inteligência humana é dirigir a atenção desprovida de julgamento. | ” |

| “ | Observar não implica acúmulo de conhecimento, apesar de o conhecimento ser obviamente necessário em um certo nível: conhecimento como médico, conhecimento como cientista, conhecimento da história, de todas as coisas do passado. Afinal de contas, isso é o conhecimento: informação sobre as coisas do passado. Não há conhecimento do amanhã, apenas conjecturas sobre o que poderia acontecer amanhã, baseado no seu conhecimento do que já aconteceu. Uma mente que observa com conhecimento é incapaz de seguir rapidamente o fluxo do pensamento. É apenas pelo observar sem a tela do conhecimento que se começa a ver toda a estrutura do seu próprio pensar. E quando você observa - o que não é condenar ou aceitar, mas simplesmente observar - você descobrirá que o pensamento chega a um fim. Observar casualmente um pensamento ocasional não leva a lugar nenhum. Mas se você observa o processo do pensar e não se torna um observador separado do observado, você vê todo o movimento do pensamento sem aceitá-lo ou condená-lo, então essa própria observação põe um fim imediatamente no pensamento - e consequentemente a mente está compassiva; ela está num estado de constante mutação. | ” |

| “ | Há uma diferença entre concentração e atenção. Concentração é trazer toda sua energia para focá-la em um ponto determinado. Na atenção não existe um ponto de foco. Nós estamos familiarizados com um e não com o outro. Quando você presta atenção ao seu corpo, o corpo torna-se quieto, o qual tem sua própria disciplina. Ele está relaxado, mas não indolente e tem a energia da harmonia. Quando existe atenção, não há contradição e, portanto não há conflito. Quando você ler isto, preste atenção à maneira que você está sentado, à maneira que você está escutando, como você está recebendo o que a carta está dizendo a você, como você está reagindo ao que está sendo dito e porque você está achando difícil prestar atenção. Você não está aprendendo como prestar atenção. Se você estiver aprendendo o como prestar atenção, então isto se tornará um sistema, que é o que o cérebro está acostumado, e então você faz da atenção algo mecânico e repetitivo, ao passo que a atenção não é mecânica ou repetitiva. É a maneira de olhar para sua vida inteira sem o centro do interesse próprio. | ” |

| “ | O problema por conseguinte, é este: para que o homem possa transformar-se radicalmente, fundamentalmente, torna-se necessária uma mutação nas próprias células cerebrais de sua mente. Dizem-nos que devemos mudar, que devemos agir, que devemos transformar nossa mente, nosso coração, tornar-nos uma coisa totalmente diferente. Isso vem sendo pregado há milhares de anos por homens muito sérios, muito ardorosos, e também por charlatães interessados em explorar o povo. Mas, agora, chegamos ao ponto em que não há mais tempo a perder. Compreendei isto por favor. Não dispomos de tempo para efetuar gradualmente tal transformação. Os intelectuais de todo o mundo estão reconhecendo que o homem se acha à beira de um abismo, na iminência de destruir a si próprio. Nem religiões, nem deuses, nem salvadores, nem mestres, nem as lengalengas dos gurus, poderão impedi-los. Dizem os intelectuais ser necessário inventar uma nova droga, uma 'pílula dourada' capaz de produzir uma completa transformação química; e os cientistas provavelmente descobrirão esta droga. Não sei se estais bem a par dessas coisas. Ora conquanto o organismo físico seja um produto bioquímico, pode uma droga, uma superdroga fazer-vos amar, tornar-vos bondosos, generosos, delicados, não violentos? Não o creio; nenhum preparado químico pode fazer os homens amarem-se uns aos outros. O amor não é um produto do pensamento; também não é cultivável, como a flor que cultivamos em nosso jardim. O amor não pode ser comprado numa drogaria, e o amor é a única coisa que poderá salvar o homem - e não os artifícios das religiões, nem seus ritos, nem todos os exércitos do mundo. Podemos fugir, assistindo a concertos, visitando museus, entregando-nos a divertimentos de toda ordem - debalde! - porque o homem se acha hoje em dia em presença de um tremendo problema: se tem a possibilidade de transformar-se radicalmente, de efetuar uma total mutação de sua consciência, não amanhã, nem daqui a alguns anos, mas agora! Eis o problema principal: se o homem, em qualquer país que viva, com todas as suas belezas naturais, é capaz de operar uma mutação radical em seu interior, imediatamente. E não podeis resolvê-lo com vossas crenças, vossas ideologias, vossos deuses, salvadores, sacerdotes e rituais. Essas coisas já não tem o menor significado. | ” |

| “ | Podemos ir longe, se começarmos de muito perto. Em geral começamos pelo mais distante, o "supremo princípio", "o maior ideal", e ficamos perdidos em algum sonho vago do pensamento imaginativo. Mas quando partimos de muito perto, do mais perto, que é nós, então o mundo inteiro está aberto — pois nós somos o mundo. Temos de começar pelo que é real, pelo que está a acontecer agora, e o agora é sem tempo. | ” |

| “ | Meditação é libertar a mente de toda desonestidade. O pensamento gera desonestidade. O pensamento, no seu esforço para ser honesto, é comparativo e, portanto, desonesto. (…) Meditação é o movimento dessa honestidade no silêncio | ” |

| “ | Estou apenas a ser como um espelho da vossa vida, no qual podeis ver-vos como sois. Depois, podeis deitar fora o espelho; o espelho não é importante. | ” |

| “ | … Falamos da vida — e não de ideias, de teorias, de práticas ou de técnicas. Falamos para que olhe esta vida total, que é também a sua vida, para que lhe dê atenção. Isso significa que não pode desperdiçá-la. Tem pouquíssimo tempo para viver, talvez dez, talvez cinquenta anos. Não perca esse tempo. Olhe a sua vida, dê tudo para a compreender. | ” |

## Livros publicados
- A Busca (Poemas)
- Cartas às Escolas
- Comentários Sobre Viver
- O Despertar da Sensibilidade
- O Descobrimento do Amor
- Diálogos Sobre a Vida
- Diálogos Sobre a Visão Intuitiva
- Diário de Krishnamurti
- Vida e Morte de Krishnamurti
- A Educação e o Significado da Vida
- A Eliminação do Tempo Psicológico
- Ensinar e Aprender
- A Essência da Maturidade
- Fora da Violência
- O Futuro da Humanidade
- O Futuro é Agora
- Libertação dos Condicionamentos
- Liberte-se do Passado
- O Mistério da Compreensão
- O Mundo Somos Nós
- Novo Acesso à Vida
- Novo Ente Humano
- Novos Roteiros em Educação
- Onde Está a Bem-Aventurança
- O Passo Decisivo
- Palestras com Estudantes Americanos
- A Primeira e Última Liberdade
- A Questão do Impossível
- A Rede do Pensamento
- Reflexões Sobre a Vida
- Sobre o Amor e a Solidão
- Sobre o Aprendizado e o Conhecimento
- Sobre o Conflito
- Sobre Deus
- Sobre Liberdade
- Sobre o Medo
- Sobre a Mente e o Pensamento
- Sobre a Natureza e o Meio Ambiente
- Sobre Relacionamentos
- Sobre a Verdade
- Sobre a Vida e a Morte
- Sobre o Viver Correto
- Uma Nova Maneira de Agir
- O Verdadeiro Objetivo da Vida
- O Voo da Águia
- Acampamento em Ommen, Holanda 1937/38
- Aos pés do Mestre